# Werner Smoydzin
Werner Smoydzin (* 6. Januar 1925 in Nikolaiken, Ostpreußen; † 13. Juli 2016 in Hamburg) war ein deutscher Jurist sowie Vizepräsident des Bundesamts für Verfassungsschutz.
Smoydzin beantragte am 30. Juni 1942 die Aufnahme in die NSDAP und wurde zum 20. April 1943 aufgenommen (Mitgliedsnummer 9.446.007). Nach einem Studium der Rechts- und Staatswissenschaften an den Universitäten Kiel und Bonn legte Smoydzin 1952 die erste juristische Staatsprüfung ab, 1956 folgte die Große Staatsprüfung in Düsseldorf. Bereits 1952 war er Referent in der Bundesgeschäftsstelle des Bundes der Vertriebenen. Im August 1956 trat er in das Bundesamt für Verfassungsschutz ein. Vom 29. September 1970 bis zum 30. April 1972 war er dessen Vizepräsident. Ab Mai 1972 leitete Smoydzin die Abteilung Öffentliche Sicherheit im Bundesministerium des Innern. Er war Mitglied der FDP.

## Veröffentlichungen
- Hitler lebt! Vom internationalen Faschismus zur Internationale des Hakenkreuzes. Ilmgau-Verlag, Pfaffenhofen a. d. Ilm 1966
- NPD. Geschichte und Umwelt einer Partei. Analyse und Kritik. Ilmgau-Verlag, Pfaffenhofen a. d. Ilm 1967
- NPD. Partei mit Zukunft? Ilmgau-Verlag, Pfaffenhofen a. d. Ilm 1969

## Auszeichnungen
- Bundesverdienstkreuz 1. Klasse[5]